# 1924 v hudbě
Tento článek obsahuje události související s hudbou, které proběhly v roce 1924.

## Narození
- 6. ledna – Earl Scruggs, americký banjista († 28. března 2012)
- 10. ledna – Max Roach, americký bubeník († 16. srpna 2007)
- 11. ledna – Slim Harpo, americký bluesový hudebník († 31. ledna 1970)
- 20. ledna – Slim Whitman, americký zpěvák
- 2. února – Sonny Stitt, americký jazzový saxofonista († 22. července 1982)
- 15. února - Jiří Šlitr, český hudební skladatel, zpěvák, herec a spoluzakladatel divadla Semafor
- 21. února – Miloš Sedmidubský, český hudební skladatel a pedagog († 13. dubna 1995)
- 27. února – Trevor Duncan, britský hudební skladatel († 17. prosince 2005)
- 27. března – Sarah Vaughan, americká zpěvačka († 3. dubna 1990)
- 14. dubna – Shorty Rogers, americký trumpetista († 7. listopadu 1994)
- 24. května – Milada Šubrtová, česká operní pěvkyně († 1. srpna 2011)
- 6. června – Vlastimil Pinkas, český dirigent a hudební skladatel
- 20. června – Chet Atkins, americký kytarista († 30. června 2001)
- 5. listopadu – Ivan Řezáč, český hudební skladatel († 26. prosince 1977)
- 25. listopadu – Paul Desmond, americký saxofonista († 30. května 1977)
- 24. prosince – Lee Dorsey, americký zpěvák († 2. prosince 1986)

## Úmrtí
- 4. ledna – Alfred Grünfeld, český klavírista a hudební skladatel (* 4. června 1852)
- 11. ledna – Otakar Bradáč, český hudební skladatel (* 10. listopadu 1874)
- 26. dubna – Josef Labor, český klavírista, varhaník a hudební skladatel (* 29. června 1842)
- 28. října – Emanuel Chvála, český hudební skladatel a kritik (* 1. ledna 1851)
- 29. listopadu – Giacomo Puccini, italský operní skladatel (* 22. prosince 1858)